# Suezkanal-Brücke
Die Suezkanal-Brücke (arabisch كوبري السلام, DMG Kūbrī as-Salām ‚Friedensbrücke‘, englisch Suez Canal Bridge, Al Salam Bridge) ist eine Straßenbrücke über den Suezkanal bei El Qantara in Ägypten.
Die Brücke wurde am 9. Oktober 2001 unter dem Namen Ägyptisch-japanische Freundschaftsbrücke (Egyptian-Japanese Friendship Bridge) vom damaligen Staatspräsident von Ägypten Hosni Mubarak feierlich eröffnet. Später wurde sie nur noch Mubarak-Friedensbrücke genannt. Nach Mubaraks Absetzung im Jahre 2011 scheint in Ägypten der Name Friedensbrücke gebräuchlich zu sein, von Ausländern wird sie oft auch nur Suezkanal-Brücke genannt.

## Bauwerk
Die Suezkanal-Brücke ist eine Schrägseilbrücke, bei der die Seile im Fächersystem angeordnet sind und von zwei H-Pylonen getragen werden. Die Hauptbrücke hat eine Spannweite von 404 m, die zu beiden Seiten von je einer Rampenbrücke mit fast 1,8 km Länge flankiert wird. Die Hauptbrücke besteht aus einer 10 m breiten Stahlkonstruktion mit 154 m hohen Pylonen aus Stahlbeton, die an Obelisken erinnern sollen. Die Rampenbrücken sind eine Spannbeton-Hohlkastenkonstruktion auf Stahlbetonpfeilern. Die Gesamtlänge des Bauwerks beträgt 3,9 km.
Die Brücke hat eine lichte Höhe von 70 m über dem Wasserspiegel des Suezkanals, so dass sie von Schiffen bis zu einer Höhe von 68 m unterquert werden darf. Die Suezkanal-Brücke war mit der lichten Höhe von 70 m die höchste auf flachem Land gebaute Brücke und allgemein eine der höchsten Brücken über Schifffahrtsstraßen, bis 2019 die Puente Atlántico über dem Panamakanal eröffnet wurde.

## Entwicklungsprojekt, Finanzierung
Die Brücke war Teil eines ägyptischen Entwicklungsprojektes aus dem Jahr 1994 zur Entwicklung von Landwirtschaft, Bergbau und Tourismus auf der Sinai-Halbinsel. Sie wurde finanziert mit Hilfe einer Zuwendung der japanischen Official Development Assistance, die bei einem Besuch des Präsidenten Mubarak in Japan im Jahre 1995 vereinbart wurde. Die Zuwendung deckte 60 % der Baukosten bzw. 13,5 Mrd. Yen (ca. 124 Mio. €); die verbleibenden 40 % bzw. 9 Mrd. Yen (82 Mio. €) wurden von Ägypten getragen.